# Some Objects of Desire
Some Objects of Desire és una obra d'art feta per Lawrence Weiner el 2004 i que actualment forma part de la col·lecció permanent del MACBA.

## Descripció
Some Objects of Desire, descriptiva i metafòrica, amb la seva inexacta fórmula matemàtica i llenguatge ambigu, afirma la relació entre diferents objectes i cadascun dels espectadors. L'obra sembla que evoqui la definició de Weiner de l'art com la relació dels éssers humans amb els objectes i els objectes amb relació a l'ésser humà.